# La dama bianca (film 1952)
La dama bianca (The Girl in White) è un film del 1952 di John Sturges.

## Analisi
La pellicola è tratta dall'autobiografia di Emily Barringer (1876-1961) la prima donna chirurgo della storia che si laureò in medicina nel 1901. Nel 1902 riuscì a farsi accettare - dopo essere stata respinta una prima volta - dal Gouverneur Hospital di New York.

## Trama
Alla fine del secolo scorso Emily Dunning vince i pregiudizi e diventa la prima donna chirurgo a esercitare la professione medica in un ospedale americano.

## Distribuzione
Distribuito dalla Metro-Goldwyn-Mayer (MGM) il film uscì nelle sale cinematografiche USA il 23 maggio; a New York fu presentato il 30 maggio 1952.